# Delosperma subclavatum
Delosperma subclavatum är en isörtsväxtart som beskrevs av L. Bol.. Delosperma subclavatum ingår i släktet Delosperma, och familjen isörtsväxter. Inga underarter finns listade i Catalogue of Life.